# 白海站
白海站（羅馬化：Belomorskaya）是莫斯科地鐵莫斯科河畔線的車站。車站在2018年12月20日開放。